# 曽我梅林

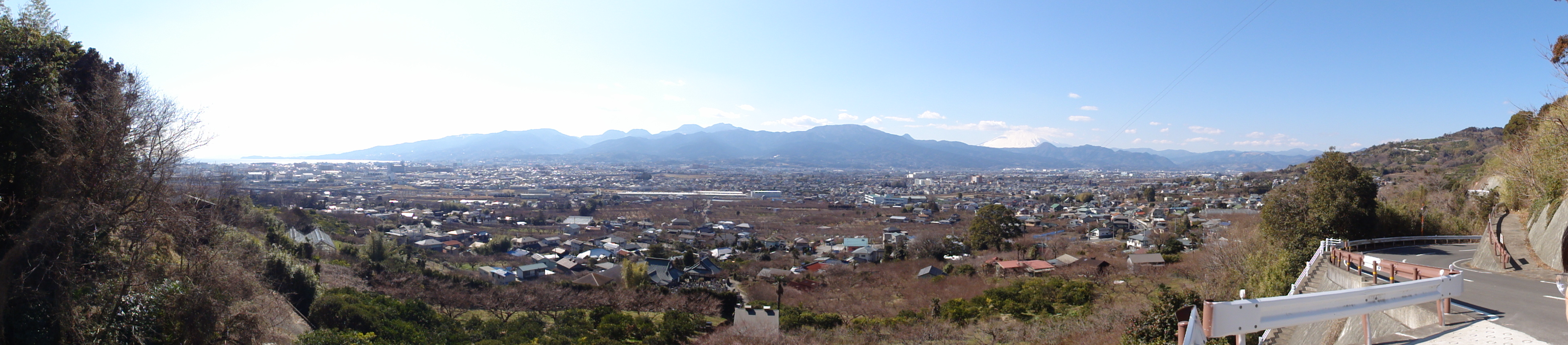
曽我山の中腹から梅林、箱根方面を望む。

曽我梅林（そがばいりん）は、神奈川県小田原市北東部に広がる、食用の梅の産地、また観梅の名所である。JR御殿場線下曽我駅周辺に広がる別所・原・中川原の3つの梅林の総称で、白梅を中心に約35,000本が栽培されている。茨城県水戸市の偕楽園、埼玉県越生町の越生梅林とともに関東三大梅林に数えられることもある。

## 歴史
小田原市は市章も梅の花を図案化しており、古くから梅との結びつきが強い。戦国時代に後北条氏が梅を植え始め、江戸時代には小田原藩主の大久保忠真が奨励したことにより栽培が広まったとする説が広く知られている。しかし、この定説には史料が乏しく、異論を唱える郷土史家もいる。小田原から二宮町にかけてはかつては塩田が広がり、食塩が豊富に供給されたこと、さらに小田原宿を利用して箱根山を越える旅人が、弁当の傷みを防ぐために買い求めたことから小田原では梅干しの生産が発展した。江戸時代に出版された『東海道中膝栗毛』にも、小田原宿の名物として梅漬が紹介されている。1907年（明治40年）頃からは戦時の梅干し需要から生産が急増し、1941年（昭和16年）にピークを迎えたが、第二次世界大戦後は軍需の減少や温州みかんに注力する農家が増えたことから一度は衰退を見せる。昭和30年代に入ると、当時の小田原市長の鈴木十郎が梅の復興を提唱し、1957年には下曽我農協の組合長が先頭となって「小田原梅研究同志会」が発足して、梅が小田原の特産物として復活した。
1997年設立の全国梅サミット協議会に、県内の自治体としては湯河原町とともに参加しており、2004年（第9回）と2015年（第20回）には小田原市内でイベントが開催された。

## 農業生産
2006年の神奈川県の梅の栽培面積は487ヘクタール、収穫量は2,050トン（全国比1.7%）で、いずれも全都道府県中8位を占める。小田原市内の梅の栽培面積は114ヘクタール（県内の23%）、収穫量は903トン（県内の44%）で、いずれも県内の全市町村中首位である。観賞用の紅梅より実の生産を主とした白梅の比率が高く、栽培面積に対して収穫量が多い特徴がある。。
2015年現在の曽我梅林の生産農家は約250軒で、栽培面積は100ヘクタールほど。この地で生産される梅のほとんどは食用で、600～650トンほどが収穫される。梅酒用の「白加賀」、梅干し用の「十郎」「南高」などが代表的な品種で、このほか「梅郷」「杉田」「玉英」「甲州最小」「竜峡小梅」など多彩な品種を栽培する。中でも「十郎」は神奈川県農事試験場により足柄上郡の在来実生より選抜された神奈川オリジナルの品種である。命名は1960年に小田原市梅研究会によるもので、『曽我物語』に記された曾我兄弟の一人から採られたとも言われている。
これらのうち、杉田は原産地である杉田梅林（神奈川県横浜市磯子区）の衰退で「幻の梅」と言われるようになっていたが、曽我梅林に移植されて現存していた木が、接ぎ木による復元に使われた。　
出荷時期は関東地方の中では早く、白加賀は5月、十郎、南高は6月に出荷される。しかし和歌山県産の南高梅が神奈川県産より早い時期から出回るようになったことから価格の下落に悩まされてきた。そこで県農業技術センターは小田原市梅研究会と共同で、「玉織姫」に「十郎」を交配させた梅干し向け極早生品種「十郎小町」を開発。2011年に種苗法に基づく品種登録を出願した。
また、「曽我の梅干し」は、2023年3月に文化庁『100年フード』（令和4年度・伝統の100年フード部門）に認定された。

## 観光
かながわの景勝50選およびかながわの花の名所100選に選定され、東側の曽我山から梅林や足柄平野越しに一望する富士山の光景は、関東の富士見百景に選定されている。
梅の花の見頃は2月頃で、例年「小田原梅まつり」が開催される。最大の会場である別所会場では寿獅子舞、ういろう売りの口上、梅の種飛ばし大会などが行われ、梅の香うどんを提供する「うめの里食堂」も梅まつり期間限定で開店する。原会場でも流鏑馬などが行われ、賑わう。梅まつり会場まではJR御殿場線下曽我駅から徒歩15～20分ほど。下曽我駅近くには市立の文化施設「梅の里センター」があり、梅や梅干しに関する展示を行う。下曽我駅と東海道線国府津駅との間には本数が少ないながら富士急湘南バスの路線バスも運行されており、「下別所」および「別所梅林」の停留所が最寄りとなる。高速道路・有料道路では小田原厚木道路小田原東IC・西湘バイパス国府津IC・東名高速道路大井松田ICが最寄りとなり、神奈川県道72号松田国府津線経由で梅林に向かうことができる。観梅時期には有料駐車場が開設される。
周囲には二宮尊徳遺髪塚や、曾我兄弟の母・満江御前の墓などの史跡、曽我山のハイキングコースがあり、県道沿いには小田原牧場アイス工房の常設店舗が営業している。

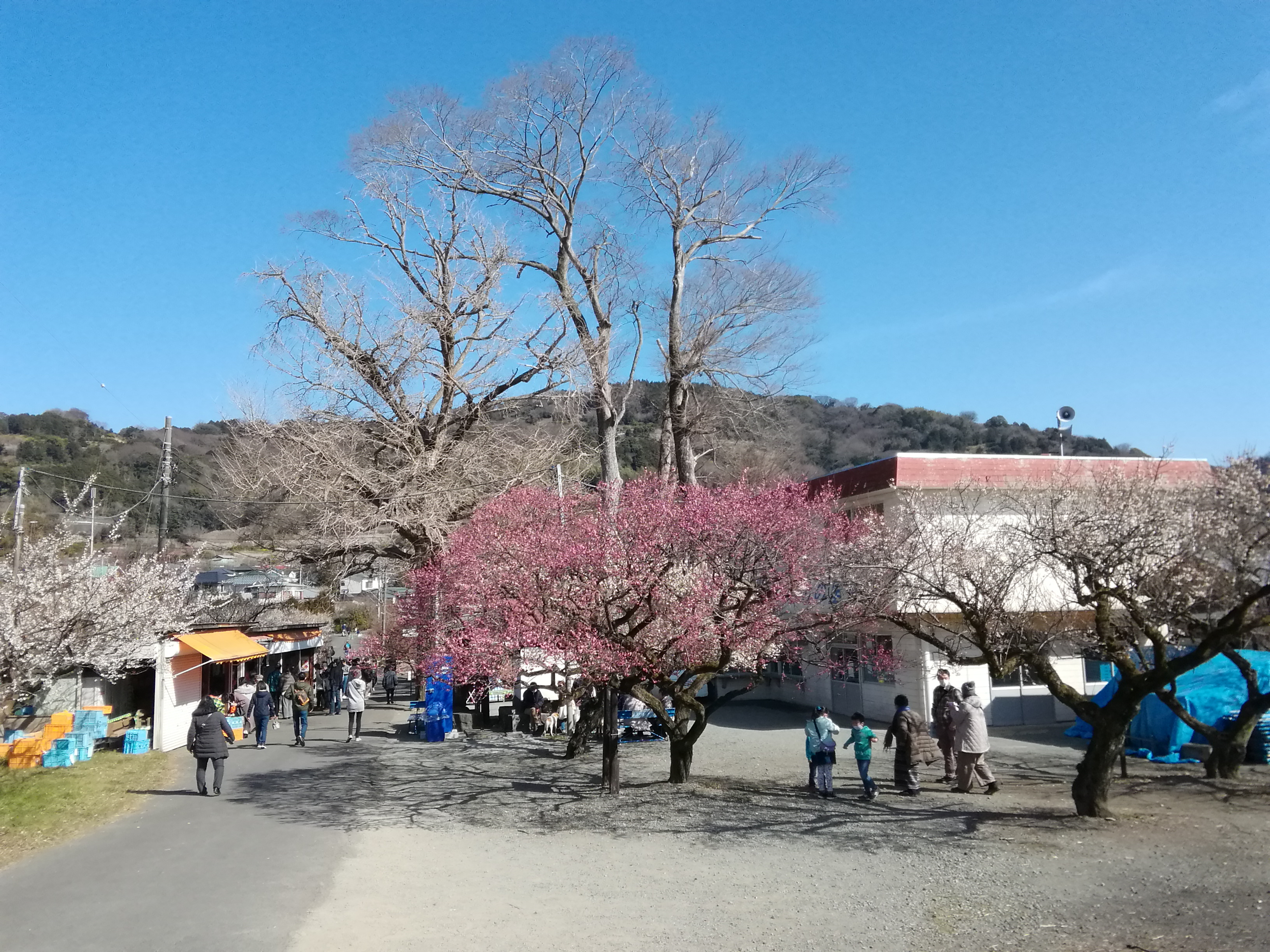
梅まつりの中心となる、別所梅林地区。例年は右手の「うめの里食堂」でうどんや甘酒が販売される。
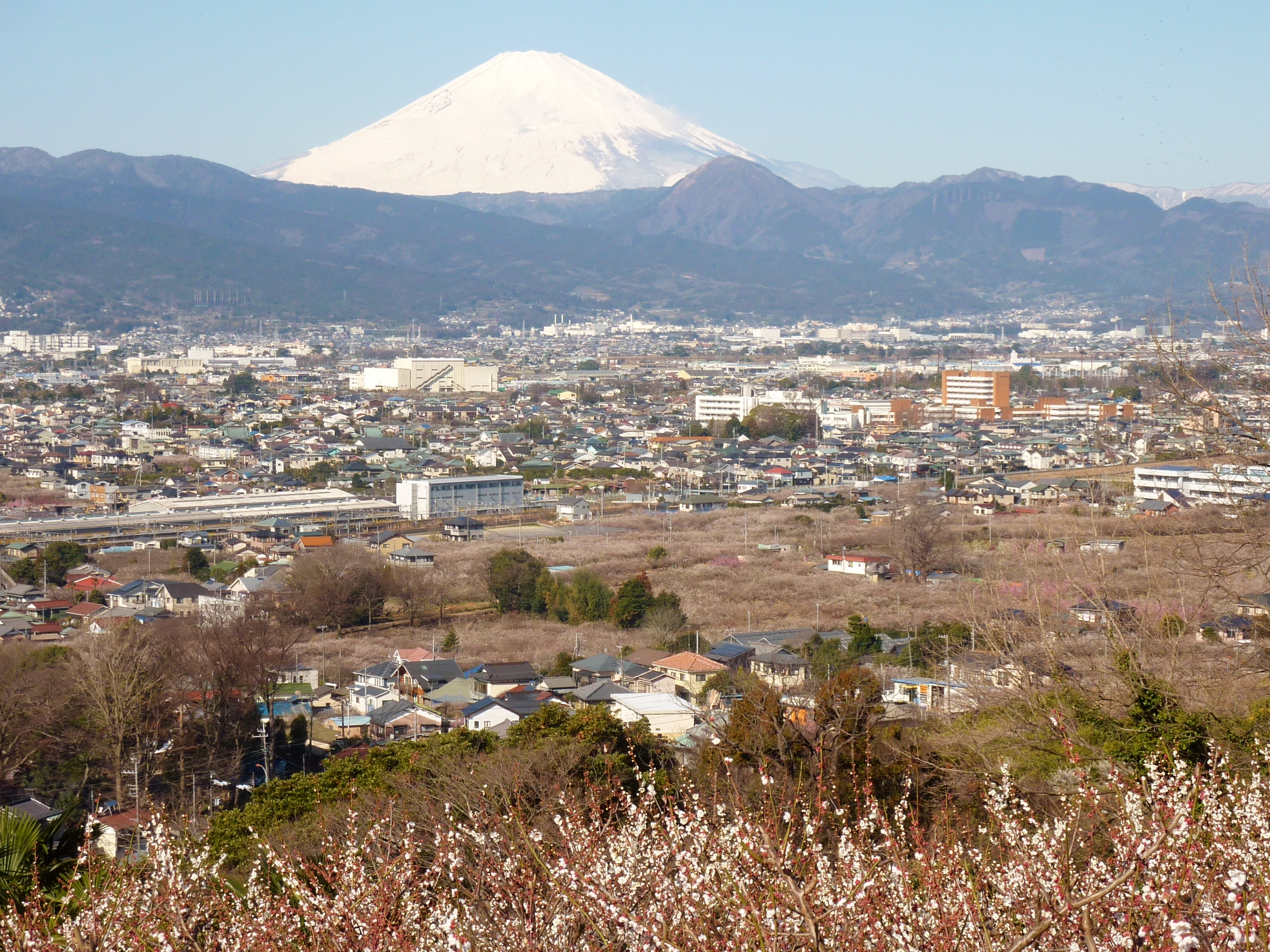
曽我山の中腹からの梅林と富士山の眺望。
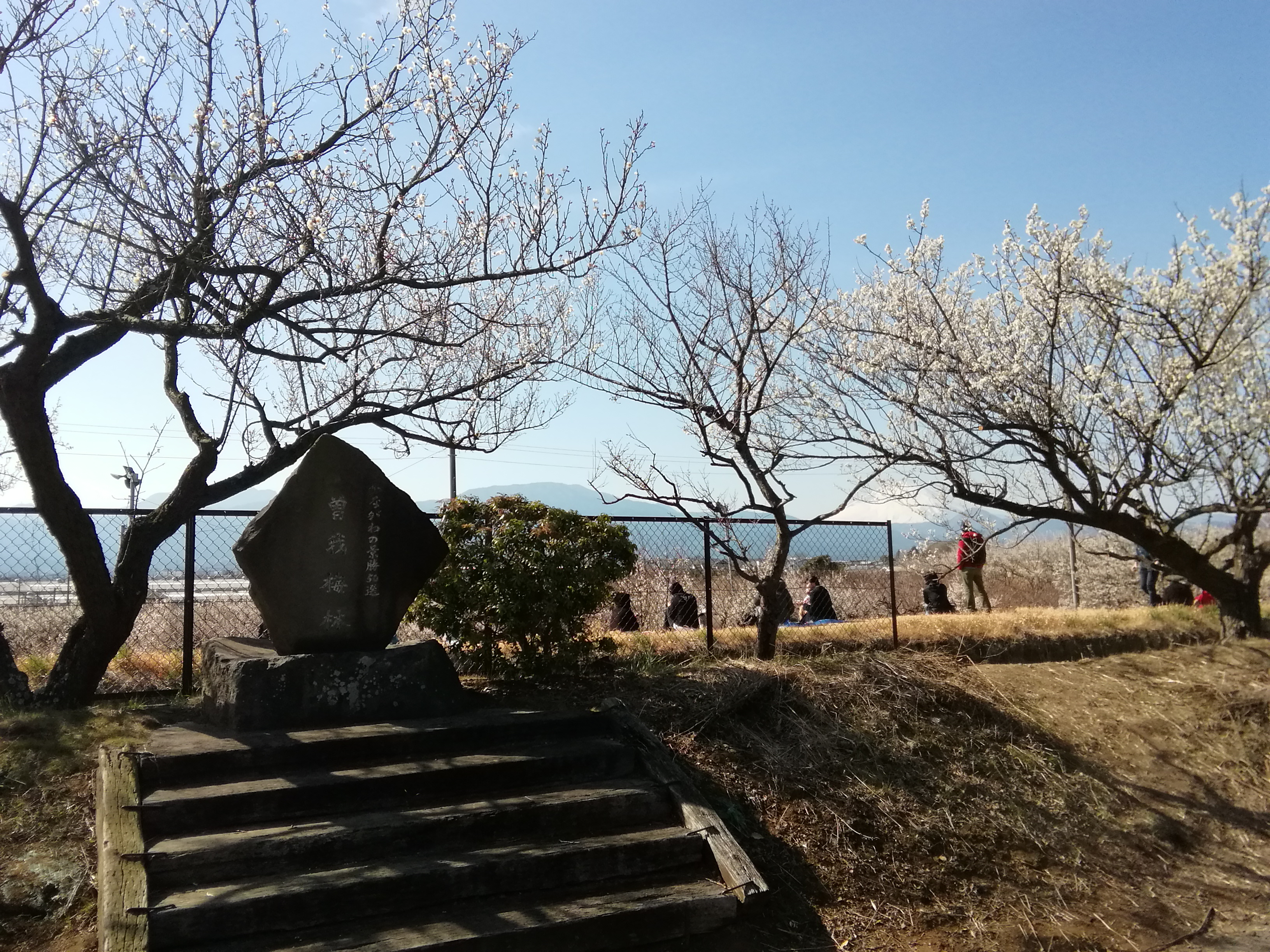
かながわの景勝50選の碑。
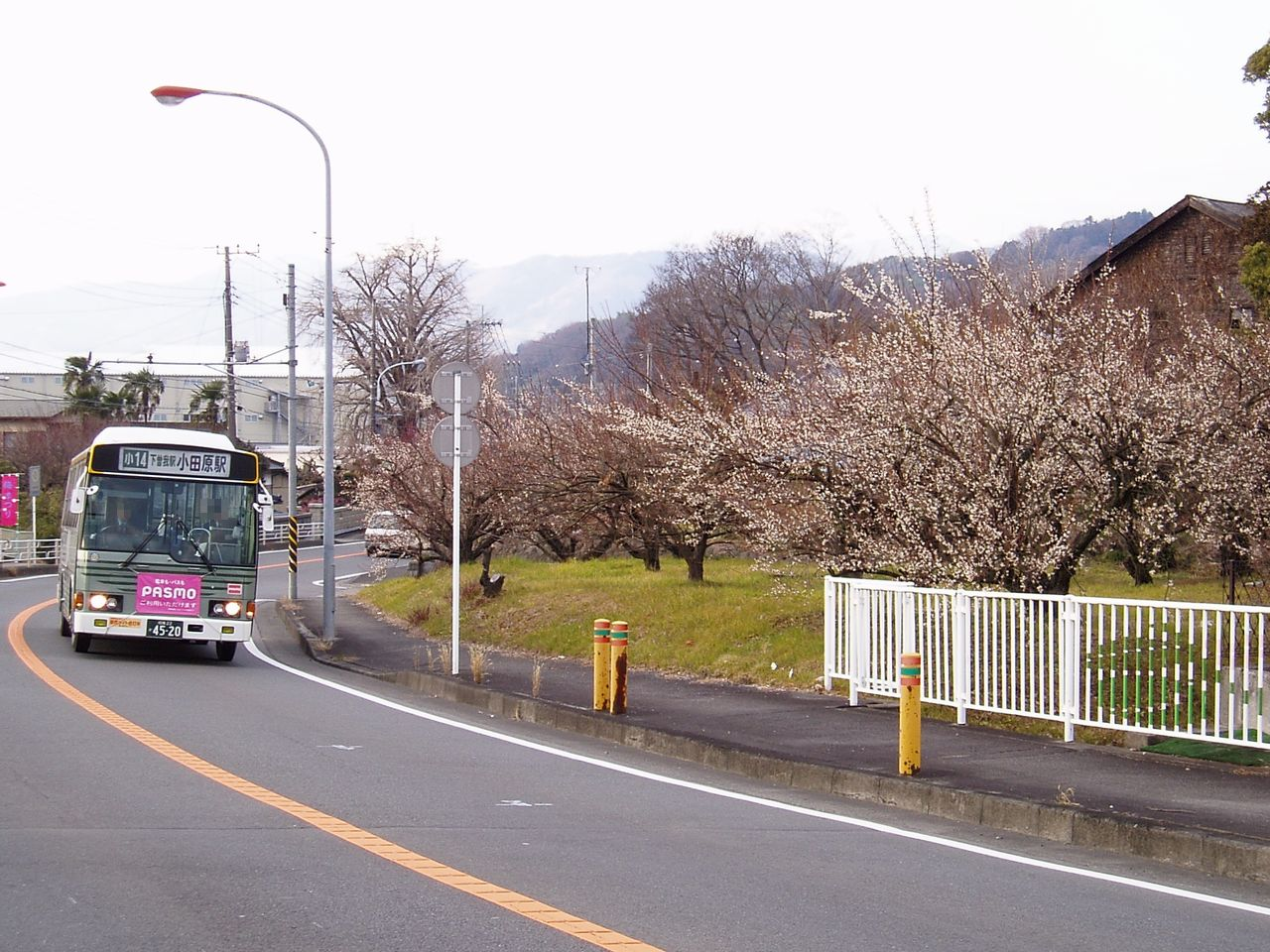
中川原梅林。
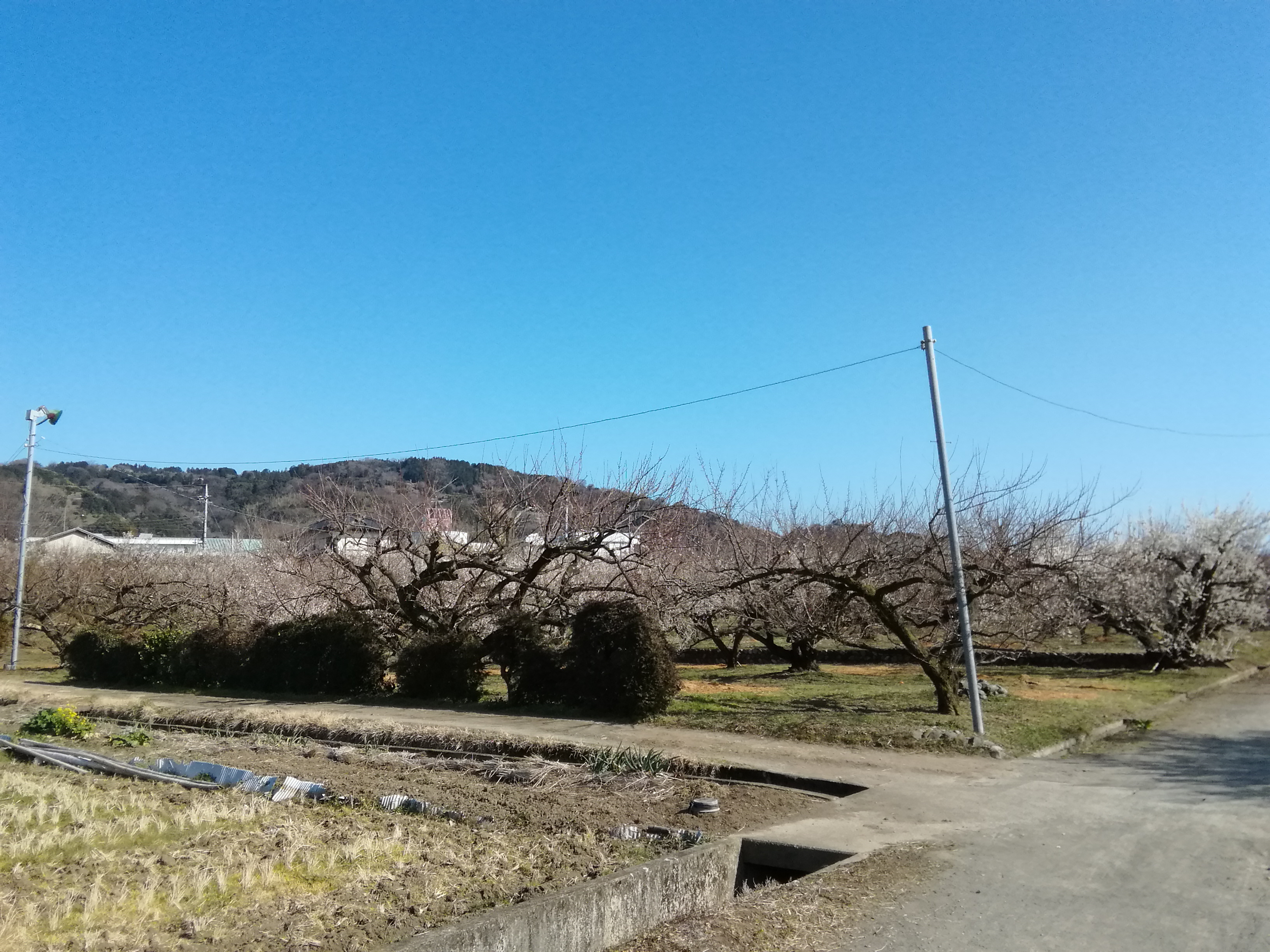
原梅林。例年はこの付近で流鏑馬が行われる。